# 新疆生产建设兵团第六师中级人民法院
新疆生产建设兵团第六师中级人民法院是新疆生产建设兵团第六师的中级人民法院。

## 沿革
于1984年组建，原名新疆生产建设兵团农六师中级人民法院，设于五家渠市。上级法院为新疆维吾尔自治区高级人民法院生产建设兵团分院，管辖自西起新湖农场、东至北塔山牧场面积约8300平方公里的区域。

## 机构设置
内设刑事审判庭、民事审判第一庭、民事审判第二庭、行政审判庭等审判业务部门。
派出机构有新湖人民法庭、北亭人民法庭、四厂湖人民法庭。

## 历任领导
| 院长 副院长 | 党组书记 |

## 对应基层人民法院
- 新疆生产建设兵团五家渠垦区人民法院
- 新疆生产建设兵团芳草湖垦区人民法院
- 新疆生产建设兵团奇台垦区人民法院